# Walram II. (Nassau)

Das Wappen der Grafen von Nassau aus der walramischen Linie

Walram II. (* um 1220; † 24. Januar 1276) war Graf von Nassau und der Begründer der walramischen Linie des Hauses Nassau.

## Leben
Walram war der zweite Sohn des Grafen Heinrich II. dem Reichen von Nassau und dessen Ehefrau Mathilde von Geldern und Zütphen, der jüngsten Tochter des Grafen Otto I. von Geldern und Zütphen und der Richardis von Scheyern-Wittelsbach. Walram wird zum ersten Mal in einer Urkunde vom 20. Juli 1245 erwähnt.
Vor dem 25. Januar 1251 trat Walram gemeinsam mit seinem Bruder Otto I. die Nachfolge seines Vaters an. 1251 erhielten sie von König Wilhelm von Holland das Stadtrecht für die Stadt Herborn.
Walram und Otto teilten ihre Grafschaft am 16. Dezember 1255 im Rahmen der Prima divisio, mit der Lahn als Grenze. Das Gebiet südlich der Lahn, die Herrschaften Wiesbaden, Idstein, die Ämter Weilburg (mit dem Wehrholz) und Bleidenstadt, kamen an Walram. Die Burg Nassau und Abhängigkeiten (das „Dreiherrische“), die Ämter Miehlen und Schönau (Kloster Schönau bei Strüth) sowie das Vierherrengericht, die Burg Laurenburg, die Esterau (im gemeinsamen Besitz mit der Grafen von Diez) und die Lehen in der Landgrafschaft Hessen blieben im gemeinsamen Besitz.
Später, vielleicht schon bald nach Abschluss dieses Vertrages, zeigte Walram sich mit einzelnen Bestimmungen desselben unzufrieden und focht sie an. Ob er hierbei schon unter dem Druck der Geisteskrankheit handelte, an der er litt, ist unbekannt. Sicher ist, dass er in einem Anfall von Geistesstörung das für ihn ausgefertigte Originalexemplar der Teilungsurkunde verbrannte.
Walram war Oberhofmarschall und Geheimrat des deutschen Königs Rudolf I.
Walram verlor mehrere Städte, darunter Niederlahnstein, Pfaffenhofen und Vallendar, an den Erzbischof von Trier. Er setzte auch die Dernbacher Fehde gegen Hessen fort. Er starb – angeblich in geistiger Umnachtung – am 24. Januar 1276. Sein Sohn Adolf trat die Nachfolge an.

## Nachkommen
Walram heiratete vor 1250 Adelheid von Katzenelnbogen († Mainz, 22. Februar 1288), Tochter des Grafen Diether IV. von Katzenelnbogen und dessen Frau Hildegunde. Als Witwe wurde Adelheid eine Franziskanerin in Wiesbaden (im Sommer) und in Mainz (im Winter). Sie wurde im Kloster St. Klara in Mainz beigesetzt.

Aus dieser Ehe gingen hervor:
1. Diether (* um. 1250; † Trier, 23. November 1307), war Erzbischof und Kurfürst von Trier 1300–1307.
2. Adolf (* um. 1255; † Göllheim, 2. Juli 1298), Nachfolger seines Vaters, war römisch-deutscher König 1292–1298.
3. Richardis († 28. Juli 1311), war Nonne im Kloster St. Klara in Mainz und später im Kloster Klarenthal bei Wiesbaden.
4. Mathilda (jung verstorben).
5. Imagina († vor 1276), ⚭ möglicherweise Friedrich von Lichtenberg.

Nach neueren Forschungen war auch die als Selige verehrte Mystikerin Christina von Retters sehr wahrscheinlich eine der Töchter Walrams II.